# Olivier Dansin
Olivier Dansin est un kitesurfeur professionnel né le 30 octobre 1990 à Saint-Brevin-les-Pins.
Il est le vainqueur du titre de champion du monde PKRA race en 2011. Il a aussi remporté le titre de vice-champion du monde PKRA race en 2010, et a longtemps détenu le record de vitesse en kite junior.
Olivier Dansin a étudié pendant quatre ans au sein du groupe Sup de Co la Rochelle, où il a concilié études et compétitions. Il a complété son cursus universitaire en étudiant à l'université de Rotterdam pendant un an.
Olivier travaille aujourd'hui à Londres, Royaume-Uni, en tant que Broker dans une société américaine.